# 雲紋南鰍
雲紋南鰍（學名：Schistura malaisei）為輻鰭魚綱鯉形目條鰍科南鰍屬的其中一種。分布於亞洲伊洛瓦底江流域，體長可達4.6公分，棲息在河川底層水域，生活習性不明。

## 扩展阅读
維基物種上的相關：雲紋南鰍